# Mary Coughlan (Politikerin)

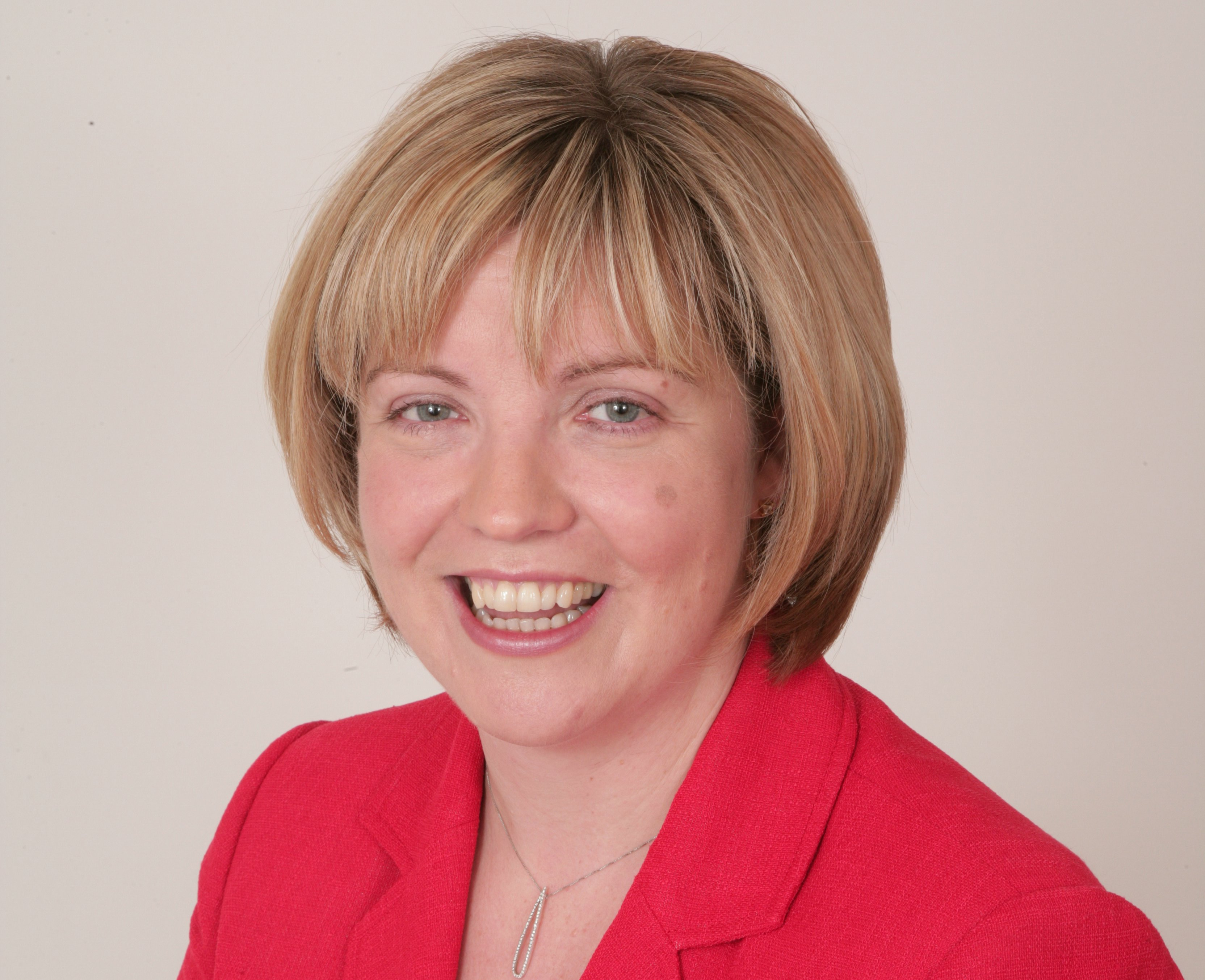
Mary Coughlan
(Máire Ní Chochláin)

Mary Coughlan (irisch: Máire Ní Chochláin; * 1. Mai 1965 in Donegal, Grafschaft Donegal) ist eine irische Politikerin der Fianna-Fáil-Partei.
Von 1987 bis 2011 war sie Abgeordnete (Teachta Dála) im Dáil Éireann, dem Unterhaus des irischen Parlaments, und dort eine von drei Vertretern für den Wahlbezirk Donegal South West.
Sie war als Ministerin im Kabinett zuständig für:
- Soziales und Familie (2002–2004)
- Landwirtschaft und Fischerei (2004–2008)
- Handel und Beschäftigung (2008–2010)
- Erziehung und Bildung (2010–2011)

Vom 7. Mai 2008 bis 9. März 2011 war sie auch Tánaiste und damit Vize-Ministerpräsidentin Irlands.